# 8502 Бого
8502 Бого (8502 Bauhaus) — астероїд головного поясу, відкритий 14 жовтня 1990 року.
Тіссеранів параметр щодо Юпітера — 3,228.